# Bardejov
Bardejov (tedesco Bartfeld, ungherese Bártfa, polacco: Bardiów) è una città della Slovacchia, capoluogo del distretto omonimo, nella regione di Prešov. La città termale, citata la prima volta nel 1241, vanta numerosi monumenti culturali all'interno del centro storico di epoca medievale, perfettamente conservato. La città è uno dei Patrimoni dell'umanità dell'UNESCO.

## Toponimo
Il nome della città deriva dalla parola ungherese "bárd" (spaccare), che indicava la quantità di terreno che un uomo poteva arare in un giorno. Nel nome ungherese (Bártfa), il suffisso "fa" (albero) è stato aggiunto in seguito, ed è stata anche sostituita l'ultima lettera di "bárd" in "bárt" per facilitarne la pronuncia.

## Storia
Il territorio dell'odierna Bardejov ha attirato coloni fin dall'età della pietra. Il primo scritto che parla della città risale al 1240, quando i monaci di Bardejov si lamentarono con re Béla IV d'Ungheria riguardo ad una violazione di confine operata dalla vicina Prešov. In quel periodo era già stata eretta un'importante chiesa dedicata a Sant'Egidio. La città venne fortificata nel XIV secolo, e divenne un nodo commerciale con la Polonia. Oltre 50 corporazioni controllavano la fiorente economia. Bardejov si guadagnò lo status di città reale nel 1376, ed in seguito divenne città libera dell'Impero. L'età d'oro di Bardejov terminò nel sedicesimo secolo, quando molte guerre, pandemie e altre catastrofi colpirono lo stato.

## Monumenti e luoghi d'interesse
Bardejov è dominata dalla Basilica di Sant'Egidio, citata per la prima volta nel 1247. Si tratta di una chiesa composta da tre navate e numerose cappelle, e completata nel XV secolo. Contiene undici altari in stile gotico dipinti. La piazza centrale (slovacco: Radničné námestie), che in passato fu un mercato medievale, è ora circondata da case in stile gotico e rinascimentale. Uno degli edifici più importanti è il municipio, costruito nel 1505. La parte inferiore venne eretta in stile gotico, mentre quella superiore è rinascimentale. Il sistema di fortificazioni risale al XIV e XV secolo, ed è stato inserito nello European Fund of Cultural Heritage come uno dei più elaborati e meglio conservati della Slovacchia.
Bardejov è anche un'importante stazione termale. Le fonti di acqua minerale terapeutica aiutano le persone che necessitano di cure oncologiche, di circolazione e digestione. Il vecchio complesso termale, non distante dal centro di Bardejov, ospita anche un museo di architettura popolare.

## Quartieri cittadini
La città è composta dai seguenti quartieri:
1. Bardejov
2. Bardejovská Nová Ves
3. Bardejovská Zábava
4. Bardejovské Kúpele
5. Dlhá Lúka (annesso nel 1971)
6. Mihaľov

## Società

### Evoluzione demografica
Secondo il censimento del 2001 il 91,3% degli abitanti sono slovacchi, 2,6% Rom, 2,5% ruteni e 1,4% ucraini. Dal punto di vista religioso il 63,2% sono fedeli della Chiesa cattolica di rito romano, 16,9% della Chiesa greco-cattolica slovacca ed il 7,6% sono luterani.

## Produzione di miele
La città, è più in generale la zona dei monti Čergov nel distretto di Bardejov, è nota per la produzione di miele di melata di abete e miele di melata di tiglio («Bardejovský Med»). In effetti, la porzione collinare di Bardejov è caratterizzata da boschi uniformi di abeti che in parte sono intervallati anche da tigli selvatici e faggi. L’ape carnica (Apis mellifera carnica) è presente in questa zona da molto tempo e si è adattata alle condizioni climatiche locali e alla raccolta della melata. Gli apicoltori raccolgono il miele secondo modalità tradizionali e artigianali che sono strettamente legate alla zona.